# Татарка (Новосибирская область)
Татарка — село в Черепановском районе Новосибирской области. Входит в состав Татарского сельсовета.

## География
Площадь села — 82 гектаров.

## Население
| 2002 | 2007 | 2010 |
| ---- | ---- | ---- |
| 140  | ↘130 | ↘64  |

## Инфраструктура
В селе по данным на 2007 год функционирует 1 учреждение здравоохранения.